# 聖馬丁 (門多薩省)

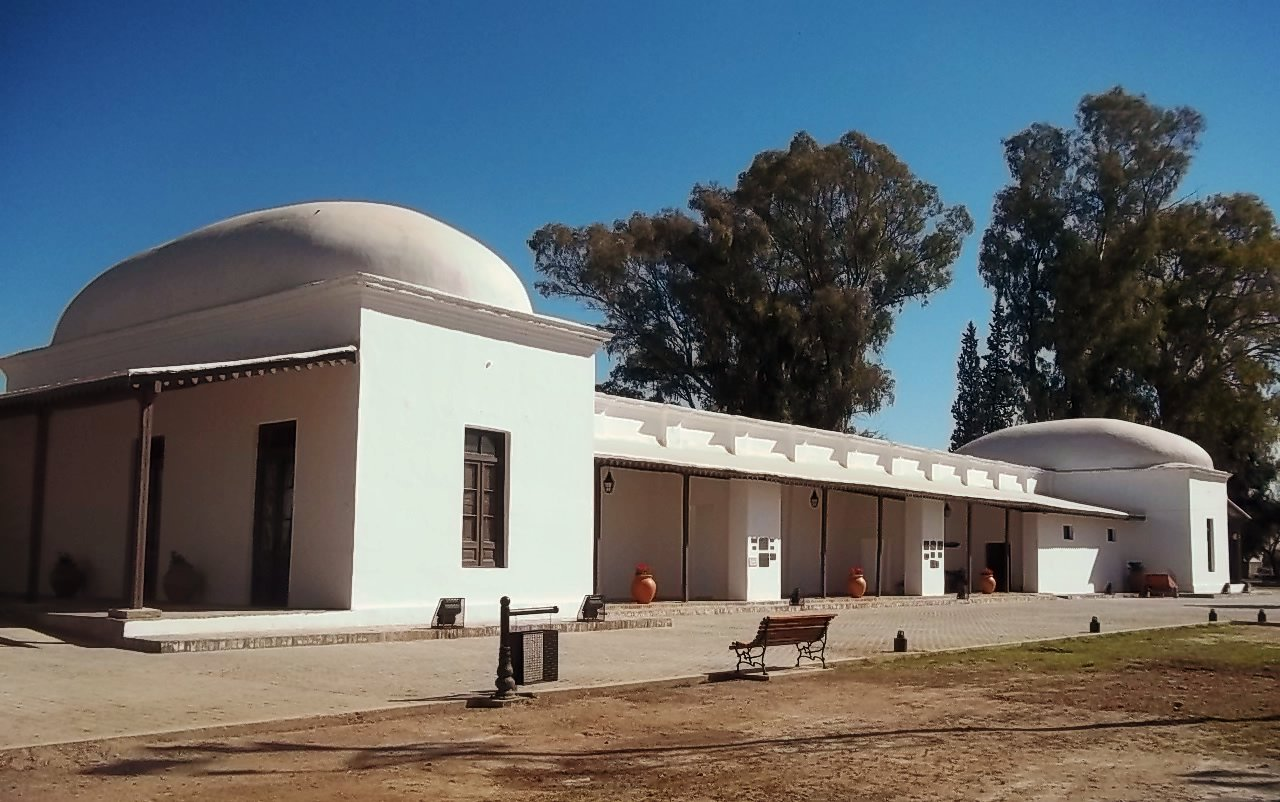
聖馬丁

聖馬丁是阿根廷的城鎮，位於該國西部，由門多薩省負責管轄，始建於1816年12月20日，面積1,504平方公里，海拔高度770米，2012年人口892,222，人口密度每平方公里590人。

## 外部連結
- （西班牙文） Official Site
- （西班牙文） Atlético Club San Martín （页面存档备份，存于）
- （西班牙文） San Martín Tourism Guide
- Vineyards in the East Zone of Mendoza （页面存档备份，存于） （英文） （西班牙文） （德文） （法文） （意大利文） （葡萄牙文）